# Sclerospongiae
Sclerospongiae са водни гъби с меко тяло, което покрива твърди, често масивни скелети от калциев карбонат, арагонит или калцит. Поради дългия им живот (500 – 1000 години) се смята, че анализът на арагонитните скелети на тези гъби може да се използва за събиране на данни по отношение на океанските температура, соленост и други променливи, от по-далечното миналото, отколкото е възможно с другите методи. Техните плътни скелети са отложени в хронологичен организиран ред, в концентрични слоеве или ленти. Напластените скелетите изглеждат подобно на рифови корали. Затова Sclerospongiae се наричат също коралови гъби.
За първи път са предложени като клас на водните гъби, през 1970 г. Хартман и Горо. Въпреки това, по-късно е установено, от Вакале, че те се срещат в различните класове на Porifera.  Това означава, че те не са строго свързани (таксономично), група на водните гъби. Изкопаемите Sclerospongiae са известни от периода камбрий.
Sclerosponges включват видовете Ceratoporella nicholsoni, Stromatospongia vermicola, Hispidopetra miniana, С. norae, Goreauiella auriculatra и Merlia sp., които са описани подробно от Ланг и др. през 1975 г.